# Sungai Sodong
Sungai Sodong is een bestuurslaag in het regentschap Ogan Komering Ilir van de provincie Zuid-Sumatra, Indonesië. Sungai Sodong telt 1307 inwoners (volkstelling 2010).